# Elección legislativa de Francia de 1839
Las elecciones legislativas de Francia de 1839 se realizaron el 2 y 6 de marzo de 1839. El rey Luis Felipe disolvió esta legislatura el 16 de junio de 1842 al no contar con mayoría.

## Resultados
| Partido | Partido       | Escaños |
| ------- | ------------- | ------- |
|         | Republicanos  | 240     |
|         | Conservadores | 199     |
|         | Legitimistas  | 20      |

- Datos: Q1979779